# Острів Сікіне
О́стрів Сікіне́ (яп. 式根島, しきねじま, МФА: [ɕikʲined͡ʑima]) — острів вулканічного походження в західній частині Тихого океану. Складова групи островів Ідзу, один з малих островів групи. Належить селу Ніїдзіма області Осіма префектури Токіо, Японія. Станом на 2007 рік площа острова становила 3,82 км², населення — 600 осіб; довжина — 3,7 км. Початково був півостровом острова Ніїдзіма, що після великого землетрусу між 1688 — 1704 роками виділився у окремий острів. В центрі острова лежить вулкан Камбікі, висотою 109 м. Берега скелясті й важкодоступні. В районах заток Нобусі, Оура, Окама розташовані піщані пляжі. На півдні існують гарячі джерела Асіцукі й Дзіната. Через спекотний вологий клімат значну частину лісів складають камелії та нагеї. До 1889 року був безлюдним островом. Основою економіки є рибальство та туризм — пляжний відпочинок, серфінг, підводне плавання тощо. Сполучення зі столицею здійснюється поромами. На території найстарішого північного порту Томарі розташоване однойменне синтоїстське святилище.

## Галерея

Острів Сікіне на карті островів Ідзу
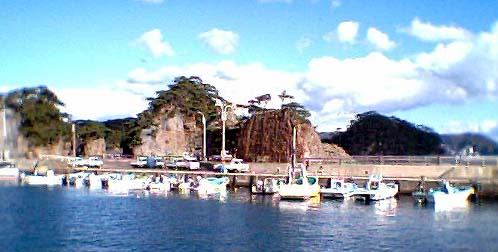
Порт